# Julie Delarme
Julie Delarme, née le 23 avril 1978 à Boulogne-sur-Mer, est une actrice française.

## Biographie
Passionnée de cinéma depuis son plus jeune âge, Julie Delarme fait ses débuts au cinéma avec C'est la tangente que je préfère de Charlotte Silvera, tout en poursuivant en parallèle des études d'histoire de l'art et d'archéologie. Elle obtient le prix du meilleur espoir européen du film de Genève. Le 17 août 2018 elle se marie avec l'artiste  Lionel Sabatté.
Elle poursuit sa carrière au cinéma dans Le Poulpe, polar de Guillaume Nicloux et au théâtre. Elle joue Tchekov (La Cerisaie), Marivaux (L'Heureux Stratagème) ou Strindberg (Mademoiselle Julie). Elle obtient pour ses diverses prestations théâtrales, le prix de la fondation Charles Oulmont, le Prix Jean-Jacques Gautier et une nomination aux Molières, pour son rôle de Mara, dans Les femmes avec leur amour. Elle poursuit avec Gildas Bourdet dans Sejour pour 8 à Tadeci au Théâtre national de Chaillot, Quand vient la nuit de Hanif Kureishi, Fausses Apparences de Neil LaBute. Sur grand écran, elle travaille avec des auteurs comme Ildikó Enyedi et s'essaye à la comédie chez Jean-Pierre Sinapi (Camping à la ferme) et Sam Karmann (La Vérité ou presque).
Julie Delarme mène également une carrière à la télévision où elle joue Madame Sans-Gêne pour Philippe de Broca (2002), Mademoiselle Else ou encore la belle-fille de Michel Serrault dans L'Affaire Dominici. En 2004, elle tient le rôle principal de l'adaptation du célèbre roman de Vercors, Le Silence de la mer de Pierre Boutron, et obtient une autre récompense : le prix d'interprétation féminine au Festival de la fiction TV de Saint-Tropez. Elle est au théâtre à la rentrée 2012 dans Tom à la ferme de Michel Marc Bouchard, (mise en scène de Ladislas Chollat) et débute la série Caïn pour France 2, depuis 2015 qui a remporté le prix de la meilleure série française au Festival du film de télévision de Luchon 2012.
Elle est en 2013 à l'affiche de Le Mal court de Jacques Audiberti dans une mise en scène de Stéphanie Tesson au théâtre de Poche Montparnasse. En novembre 2019, elle est membre du jury du Festival du cinéma russe à Honfleur.
Julie Delarme est également artiste peintre et sculptrice. Elle a notamment illustré un ouvrage du philosophe et poète Christophe Schaeffer, Aimer à quatre temps.

## Filmographie

### Cinéma

#### Longs métrages
- 1998 : Le Poulpe : Sandra
- 1998 : C'est la tangente que je préfère : Sabine
- 1999 : Jusqu'à la nausée
- 2000 : L'île bleue
- 2000 : Les Sœurs de la Sabine
- 2000 : Simon le mage : Jeanne
- 2001 : Pointête de Luc Gallissaires
- 2001 : Les Filles, personne s'en méfie : Patricia
- 2004 : Un livre à rendre
- 2005 : Le Domaine perdu : Hélène Renaud
- 2005 : Camping à la ferme : Anaïs
- 2007 : La Vérité ou presque : Caroline
- 2017 : Monsieur et Madame Adelman : Chloé Adelman adulte
- 2022 : Une belle course de Christian Carion

#### Courts métrages
- 2001 : Pointête de Luc Gallissaires
- 2001 : Les sœurs de la Sabine de Claire Mercier
- 2003 : L'Étrangère de Nicolas Namur : Chloé
- 2010 : Cheveu de Julien Hallard
- 2011 : Quoi ? Quelle histoire ? de Xanae Bove

### Télévision
- 2001 : Rastignac ou les Ambitieux d'Alain Tasma, série : Macha
- 2001 : Madame Sans-Gêne de Philippe de Broca (téléfilm) : Marie Louise d'Autriche, impératrice de France
- 2002 : Mademoiselle Else de Pierre Boutron (téléfilm) : Else Braun
- 2003 : L'Affaire Dominici de Pierre Boutron avec Michel Serrault, Michel Blanc (téléfilm) : Yvette Dominici
- 2003 : Les Thibault de Jean-Daniel Verhaeghe (télésuite) : Jenny De Fontanin, série
- 2004 : Le Silence de la mer de Pierre Boutron avec Thomas Jouannet et Michel Galabru (téléfilm) : Jeanne Larosière
- 2005 : Désiré Landru de Pierre Boutron (téléfilm) : Rolande
- 2007 : Dans l'ombre du maître de David Delrieux (téléfilm) : Elisabeth
- 2007 : Une lumière dans la nuit, d'Olivier Guignard (téléfilm) : Marie Morin
- 2009 : Hors du temps (téléfilm), de Jean-Teddy Filippe
- 2010 : 1788... et demi, de Olivier Guignard, série
- 2012-2020 : Caïn de Bertrand Arthuys, série : Lieutenant puis Commandant Lucie Delambre (saisons 1 à 8 épisode 2)
- 2019 : Moi, grosse (téléfilm) de Murielle Magellan : Judith
- 2023 : Astrid et Raphaëlle, saison 4 épisode 6/8, "La passagère du temps" : Andréa Martin

## Théâtre
- 1999 : La Cerisaie, d'Anton Tchekhov mise en scène de Georges Wilson
- 2003 : Séjour pour 8 à tadecia de Luc Girerd mise en scène de Gildas Bourdet
- 2003 : Les Femmes avec leur amour, de Paula Jacques mise en scène de Eric Lorvoire
- 2004 : La Savetière prodigieuse de F.Garcia Lorca mise en scène de Stéphanie Tesson
- 2005 : Quand vient la nuit de Hanif Kureishi mise en scène de Garance
- 2006 : Mademoiselle Julie de Strindberg mise en scène de Jacques Vincey
- 2006 : L'Heureux Stratagème de Marivaux mise en scène de Gildas Bourdet
- 2008 : La Forme des choses de Neil LaBute, Théâtre de Paris et en tournée
- 2010 : Le Mariage de Figaro de Beaumarchais, mise en scène de Ladislas Chollat
- 2012 :  Tom à la ferme de Michel Marc Bouchard mise en scène de Ladislas Chollat
- 2013 : Le mal court de Jacques Audiberti, mise en scène Stéphanie Tesson, Théâtre de poche Montparnasse
- 2018 - 2019 : En attendant Bojangles de Olivier Bourdeaut, mise en scène Victoire Berger-Perrin, La Pépinière-Théâtre, Théâtre de la Renaissance
- 2024 : L'Amour chez les autres d'Alan Ayckbourn, mise en scène Ladislas Chollat, théâtre Édouard-VII
- 2024 : Normal de Jane Anderson, mise en scène Julie Delarme, Festival d'Avignon
- 2025 : Le Voyage de Paula S de Marc Citti, mise en scène Stéphane Cottin, théâtre Montparnasse

## Distinctions

### Récompenses
- 1998 : Prix du meilleur espoir européen au festival de Genève pour C'est la tangente que je préfère
- 2000 : Prix d'interprétation au festival de Téhéran pour Simon le mage
- 2003 : Prix d'interprétation de la Fondation de France pour Les Femmes avec leur amour
- 2004 : Prix de la meilleure interprétation féminine au Festival de la fiction TV de Saint-Tropez pour Le Silence de la mer[5]
- 2006 : Prix Jean-Jacques Gautier

### Nomination
- Molières 2003 : Molière de la révélation théâtrale féminine pour Les femmes avec leur amour